# 2513 Baetsle
2513 Baetsle је астероид главног астероидног појаса. Приближан пречник астероида је 16,67 ,
а средња удаљеност астероида од Сунца износи 2,286 астрономских јединица (АЈ).
Инклинација (нагиб) орбите у односу на раван еклиптике је 3,162 степени, а орбитални период износи 1262,613 дана (3,456 године). Ексцентрицитет орбите астероида износи 0,180.
Апсолутна магнитуда астероида износи 13,40 а геометријски албедо 0,027.
Астероид је откривен 19. септембра 1950. године.